# 黃志雄 (警察)

黃志雄，PMSM，PDSM（1959年4月17日—），基督徒，前香港警務處副處長（行動）。

## 簡歷
黃志雄於1981年成功投考加入皇家香港警務處，成為見習督察，於首10年服務時期，先後駐守於多個分區、區及總區行動單位，初期主要在刑事單位駐守。於1992年，黃志雄駐守於重案組期間，曾經參與荃灣中心槍戰。
1993年至1995年，時任總督察的黃志雄駐守於處長辦公室，擔任處長私人助理。
1995年，黃志雄晉升為警司，先後駐守於毒品調查科及保安部。
1999年至2002年，黃志雄被借調至保安局擔任助理秘書長，負責內部保安事務聯絡工作。期間於2001年晉升為高級警司，回歸警務處後，黃志雄先後駐守於香港警察總部（行動部）及擔任機場警區指揮官。
2004年，黃志雄晉升為總警司後，先駐守於技術服務部，後分別擔任中區警區指揮官及警察機動部隊校長。在任期間，先後負責過皇后碼頭的清場行動、2008年夏季奧林匹克運動會香港區火炬接力及馬術比賽以至2009年東亞運動會等保安任務。此外，他亦出任香港警司協會主席。
2009年，黃志雄獲委任為警務處助理處長（行動）。在此職級服務期間，曾經出任警務處體育事務委員會主席。2011年，黃志雄率領代表團前往廣東省深圳，赴會第四十四次粵港反偷渡情報交流會議。2013年2月，黃志雄獲委任為警務處高級助理處長，兼任行動處處長；在任期間，包括負責籌備處理佔領中環，率領合併7個工作小組及擔任日峰行動的總指揮。
2014年6月17日，美國海軍第七艦隊喬治華盛頓號航空母艦戰鬥群訪問香港期間，艦隊指揮官Mark Montgomery海軍少將禮節性拜訪署理警務處副處長（行動）黃志雄，並且就海上保安等事宜交換意見。同年7月，香港傳媒開始詢問警務處就佔領中環的部署及行動，黃志雄表示，警務處將會繼續密切留意事態發展，並且作出評估，又呼籲主辦者早日與警務處溝通，使到上述運動可以在和平及有秩序下進行。8月3日，就香港傳媒多次質問警務處會否尋求中國人民解放軍駐香港部隊出動解決事件危機，黃志雄詳細地講解，根據《基本法》，香港警務處與中國人民解放軍駐香港部隊存在合作機制，當發生特別大型災難或者發生動亂，而香港特別行政區政府不能夠應付時，就可以要求中央政府派遣駐港部隊處理事件。解放軍駐香港部隊的責任是保衛香港領土安全，香港警察的責任是維持香港內部保安，兩者分工既清楚又明確。因此，佔領中環與尋求解放軍駐香港部隊協助為「扯不上關係」；此番言論亦平息了持續多時的輿論。
2014年8月15日，香港警務處宣布黃志雄獲委任為警務處副處長（行動），於同年9月17日接任因為盧偉聰平調接任於同年9月17日展開退休前休假的馬維騄而懸空的崗位。
2016年10月16日,黃志雄退休，行動處處長劉業成接任警務處副處長（行動）。

## 榮譽
- 香港警察榮譽獎章（於2008年7月獲頒）
- 香港警察卓越獎章（於2014年7月獲頒）

## 軼事
根據《明報》報道，警務處內部一直預計黃志雄會一直擔任行動處處長至2016年屆滿退休年齡為止，原來不屬於晉升為警務處副處長（行動）的熱門人選，因此不少警務人員對其晉升均感到意外。是故分析，晉升具備豐富處理遊行及示威經驗的黃志雄為希望加強警務處憲委級最高領導人中處理大型公眾活動的能力及水平。

## 外部連結
- 黃志雄先生 Archive.today的存檔，存档日期2015-05-02

| 官衔          | 官衔                                               | 官衔          |
| ------------- | -------------------------------------------------- | ------------- |
| 前任： 盧偉聰 | 警務處副處長（行動） 2014年9月17日至2016年10月16日 | 繼任： 劉業成 |